# Marc André Raffalovich
Marc André Raffalovich (11 de septiembre de 1864 – 1934) fue un periodista, ensayista y poeta francés. Su actividad se dividió entre los círculos intelectuales de París y Londres. Principalmente es conocido por sus obras sobre la homosexualidad, su mecenazgo de las artes y por su unión de por vida con el poeta John Gray. 

## Biografía temprana
Raffalovich nació en el seno de una rica familia judía de origen ruso que se había trasladado desde Odessa a París en 1863. Fue a estudiar a Oxford en 1882 antes de instalarse definitivamente en Londres donde abrió un salón literario en los años 1890. Al cual acudieron intelectuales de la talla de Oscar Wilde. Allí es donde Raffalovich conoció a su amor y compañero John Gray. En 1890 su hermana Sophie se casó con el político nacionalista irlandés William O'Brien (1852-1928).

## Obras
En 1894, Raffalovich empezó a trabajar en el tema de la homosexualidad (unisexualité, como él la llamaba) en Archives de l'Anthropologie Criminelle, una prestigiosa revista fundada en Lion por Alexandre Lacassagne, criminólogo pionero y profesor de medicina forense. Pronto se convirtió en un reconocido experto en la materia y entabló correspondencia con otros investigadores de toda Europa.
Su principal obra, Uranisme et unisexualité: étude sur différentes manifestations de l'instinct sexuel (Uranismo y homosexualidad: estudio sobre distintas manifestaciones del instinto sexual), se publicó 1896. En 1897 empezó a trabajar en Annales de l'unisexualité, y les Chroniques de l'unisexualité (Anales y Crónicas de la homosexualidad) con el objetivo de catalogar todo lo publicado sobre el tema de la homosexualidad. Lo que ha resultado muy útil a los historiadores posteriores.

## Conversión
En 1896, bajo la influencia de John Gray, Raffalovich se convirtió al catolicismo y se unió a la orden terciaria de los Dominicos con el nombre de hermano Sebastián. Al mismo tiempo que Gray se ordenó sacerdote y enviado a Endimburgo. Raffalovich le siguió y se instaló cerca de él, teniendo que asumir así el coste de la nueva incorporación de Gray a la iglesia.

## Teorías
Hay una estrecha relación entre sus puntos de vista sobre la homosexualidad y sus creencias católicas. A diferencia de sus contemporáneos que interpretaban la homosexualidad como un "tercer sexo" él lo considera simplemente como otra expresión de la sexualidad humana. Y hacía distinción entre los nacidos homosexuales y los que la elegían, juzgando positivamente solamente a los primeros mientras que a los otros los consideraba viciosos y pervertidos. Además establecía una diferencia con la heterosexualidad basada en la idea de vicio y virtud. Mientras que el destino de la heterosexualidad sería el matrimonio y formar la familia, la labor del homosexual sería superar sus deseos y sublimarlos artística o espiritualmente, incluso estableciendo amistades místicas.
Estos puntos de vista le enfrentaron con Magnus Hirschfeld y los miembros del Comité Científico Humanitario, a los que acusó de ser propagandistas de una moral disoluta y querer destruir a generaciones completas. Llegó incluso a apoyar el artículo 175 como medio de prevenir un caos moral total.
Su intento de reconciliar su homosexualidad y sus creencias católicas le llevó a criticar el temprano movimiento gay de liberación hasta que en 1910 cesó por completo en sus comentarios sobre el tema que tanta importancia había tenido en su vida. Se centró en su salón literario de Edimburgo y en apoyar la labor de artistas jóvenes.
Murió en 1934, el mismo año que su compañero John Gray.